# .jobs
.jobs és un domini de primer nivell patrocinat (sponsored TLD en anglès) d'Internet que forma part del sistema de dominis d'Internet. Fou aprovat per la ICANN el 8 d'abril del 2005 com a part d'un segon grup de nous TLD avaluats el 2004. Està restringit a pàgines relacionades amb la feina. Va entrar en funcionament al Setembre de 2005, i va començar a acceptar registres uns mesos després.
Les regles de registre a .jobs van ser dissenyades per a prevenir abusos per part de persones o empreses no qualificades, per la qual cosa es valida cada comanda. A diferència de .com i de la majoria dels altres dominis de nivell superior, .jobs no ofereix la possibilitat de registrar-se en temps real.